# Strumiany (województwo małopolskie)
Strumiany – wieś w Polsce położona w województwie małopolskim, w powiecie wielickim, w gminie Wieliczka. W 2018 roku we wsi zameldowanych było 688 osób, jednak ze względu na osoby napływowe, które nie są zameldowane, liczbę mieszkańców szacuje się na ok. 800. W Strumianach położony jest kościół katolicki pw. Niepokalanego Serca Najświętszej Maryi Panny.
W latach 1975–1998 miejscowość administracyjnie należała do województwa krakowskiego.